# Pullman Company
A George Pullman által alapított Pullman Company vasúti kocsikat gyártott a 19. század közepétől-végétől a 20. század első feléig, az Amerikai Egyesült Államokban a vasutak fellendülése idején. A 19. század végi tömegtermelés gyors fejlődése és a riválisok felvásárlása révén a vállalat gyakorlatilag monopóliumot alakított ki a hálókocsik gyártása és tulajdonlása terén.
A súlyos gazdasági visszaesés idején a vállalat dolgozóinak 1894-es Pullman-sztrájkja az amerikai munkástörténet átalakító pillanatának bizonyult. 20. század eleji csúcspontján a vállalat kocsijai évente 26 millió embert szállásoltak el, és tulajdonképpen "a világ legnagyobb szállodáját" üzemeltette. Gyártó munkásai kezdetben egy tervezett munkásközösségben, úgynevezett vállalatvárosban éltek, amelyet Pullman néven emlegettek.
Pullman fejlesztette ki a hálókocsit, amely az 1980-as évekig az ő nevét viselte. A Pullman nemcsak gyártotta a kocsikat, hanem üzemeltette is azokat az Egyesült Államok legtöbb vasútvonalán, fizetett a vasúttársaságoknak, hogy a kocsikat a vonatokhoz kapcsolják. Cserébe a 20. század közepére ezek a vasúttársaságok a Pullman teljes tulajdonába kerültek. A vállalathoz kapcsolódó szakszervezet, az A. Philip Randolph által alapított és szervezett Hálókocsikísérők Testvérisége a 20. század egyik legerősebb afroamerikai politikai szervezete volt. A vállalat ezrével épített villamosokat és trolibuszokat is a városokban való használatra. A második világháború utáni változások az autó- és repülőgépes közlekedésben a vállalat vagyonának meredek hanyatlásához vezettek. A vállalat 1968-ban összeomlott, egy utódvállalat még 1981-ig folytatta működését.

### Pullman Company publikációk
- Pullman Accommodations illustrated brochure, 1934
- Pullman on Dress Parade illustrated brochure, 1948
- Go Pullman illustrated brochure, 1954

### Pullman kutatás
- A South Suburban Genealógiai és Történelmi Társaság a Pullman Works mintegy 200 000 alkalmazottjának adatait őrzi.